# アマテラス石
アマテラス石（アマテラスせき、学名: Amaterasuite )は、2025年に発表された日本産新鉱物で、岡山県新見市の大佐山地域で採取されたヒスイ輝石から発見された。

## 概要
ストロンチウムやチタンなどを含む黒緑色の鉱物で、理想の化学組成はSr4Ti6Si4O23(OH)Clである。結晶構造の特徴としては、単位胞に2種類の異なる構造要素を同時に含むことが挙げられている。日本の国石であるヒスイ輝石から発見された新鉱物であり、二面性を示す特異な結晶構造を、神霊が持つ「荒魂・和魂」の二面性になぞらえ、日本神話に登場する天照大神の名が採用された。
アマテラス石は、プレートの境界付近でヒスイとともに生成したと考えられており、ヒスイの生成過程を調査する資料になるとされている。
2025年現在、岡山県生涯学習センター敷地内に所在する「人と科学の未来館サイピア」・道の駅鯉が窪・新見市立中央図書館で一般公開されている。

## 研究チーム
東京大学物性研究所の浜根大輔、山口大学大学院創成科学研究科の永嶌真理子、高輝度光科学研究センターの森祐紀、京都大学大学院理学研究科の下林典正、株式会社リガクの松本崇、アマチュア鉱物研究家の大西政之と田邊満雄からなる研究チームにより発見された。
アマテラス石の発見のきっかけとなったヒスイ輝石の採取は2020年11月にアマチュア鉱物研究家の田邊により行われた。田邊が新鉱物を発見したのは2003年の沼野石に続き2例目。
東京大学物性研究所の浜根は、「岡山のヒスイの中にはアマテラス石のほかにも新しい鉱物が含まれていることがわかっている」と述べている。